# Gonypetini
Gonypetini — одна з двох триб богомолів в складі підродини Gonypetinae з родини Gonypetidae. Об'єднує 17 родів, представники яких поширені в тропічній Азії.

## Поширення
Представники триби поширені у тропічних регіонах Азії.

## Класифікація
Систематичний поділ триби:
- підтриба Compsomantina
  - рід Compsogusa Schwarz, 2021
  - рід Compsomantis Saussure, 1872
- підтриба Gonypetina
  - рід Bimantis Giglio-Tos, 1915
  - рід Dimantis Giglio-Tos, 1915
  - рід Elaea Stal, 1877
  - рід Elmantis Giglio-Tos, 1915
  - рід Gimantis Giglio-Tos, 1915
  - рід Gonypeta Saussure, 1869
  - рід Gonypetoides Beier, 1942
  - рід Memantis Giglio-Tos, 1915
  - рід Myrcinus Stal, 1877
- підтриба Gonypetyllina
  - рід Armeniola Giglio-Tos, 1915
  - рід Gonypetyllis Wood-Mason, 1891
  - рід Holaptilon Beier, 1964
- підтриба Humbertiellina
  - рід Humbertiella Saussure, 1869
  - рід Paratheopompa Schwarz & Ehrmann, 2017
  - рід Theopompa Stal, 1877

## Галерея

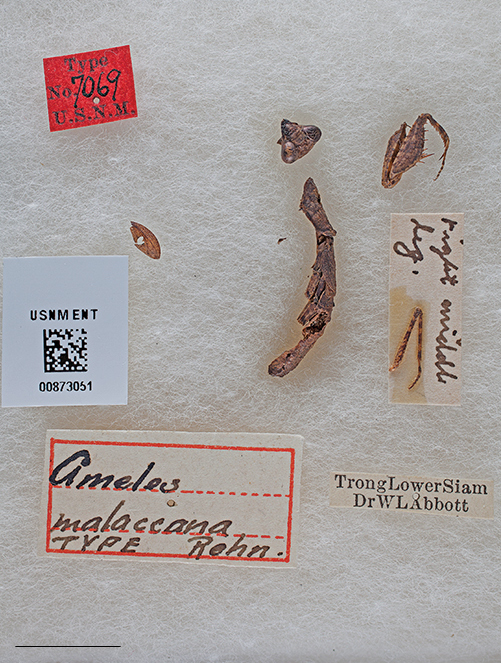
Bimantis malaccana, Тайвань
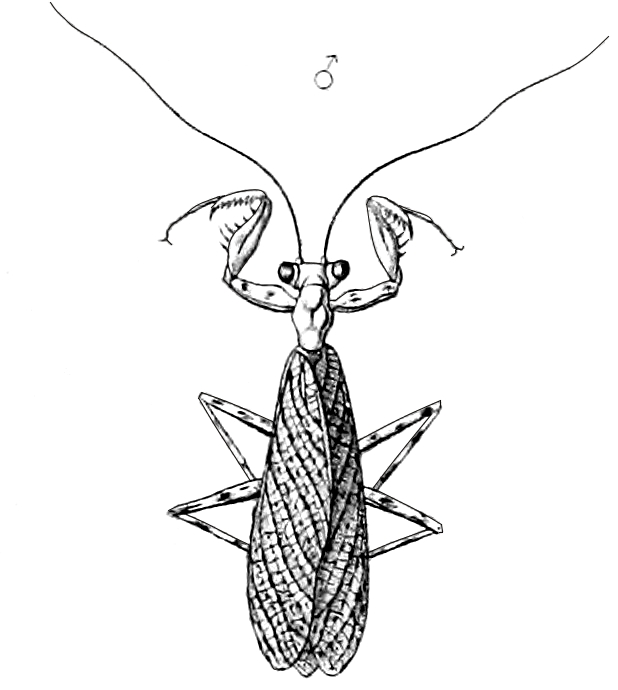
Gimantis authaemon
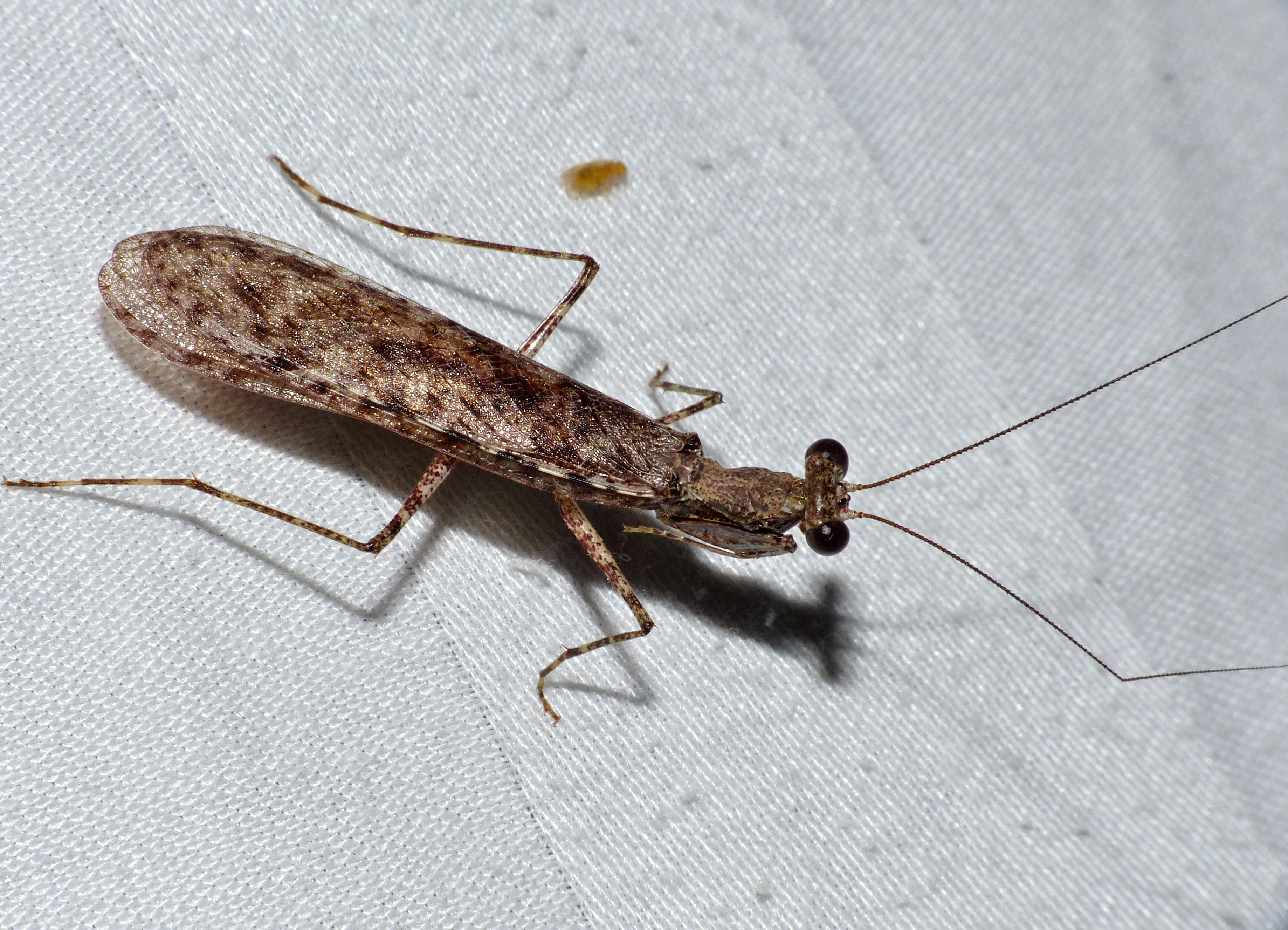
Gimantis insularis, Саравак
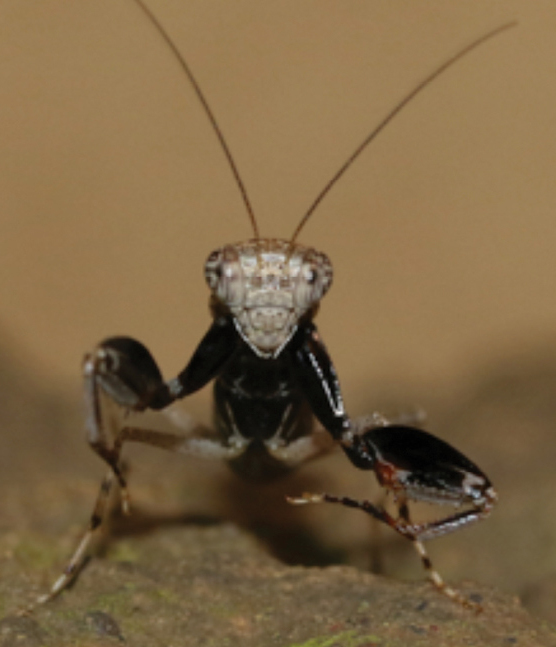
Holaptilon brevipugilis, Іран
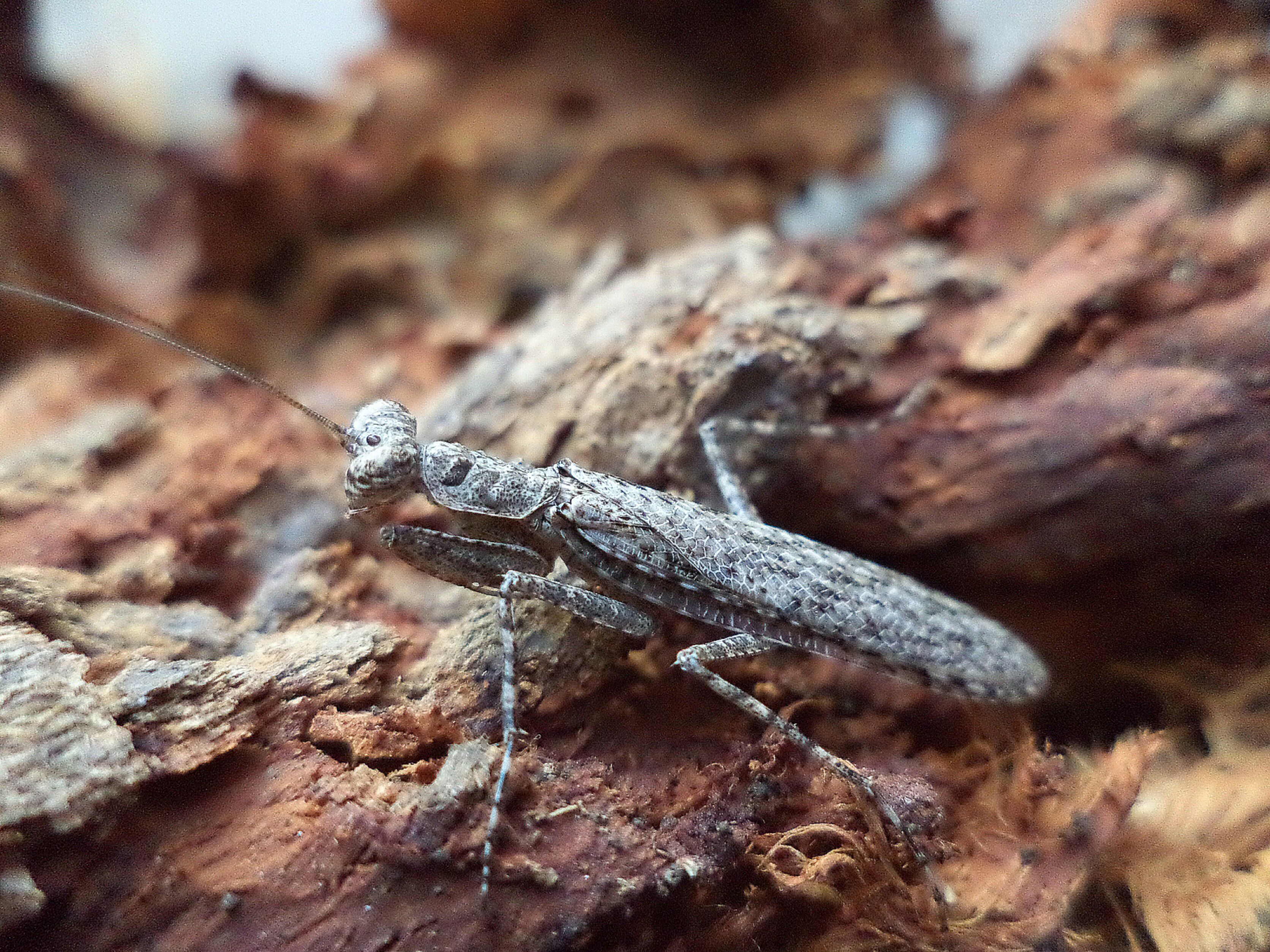
Humbertiella similis, Індія
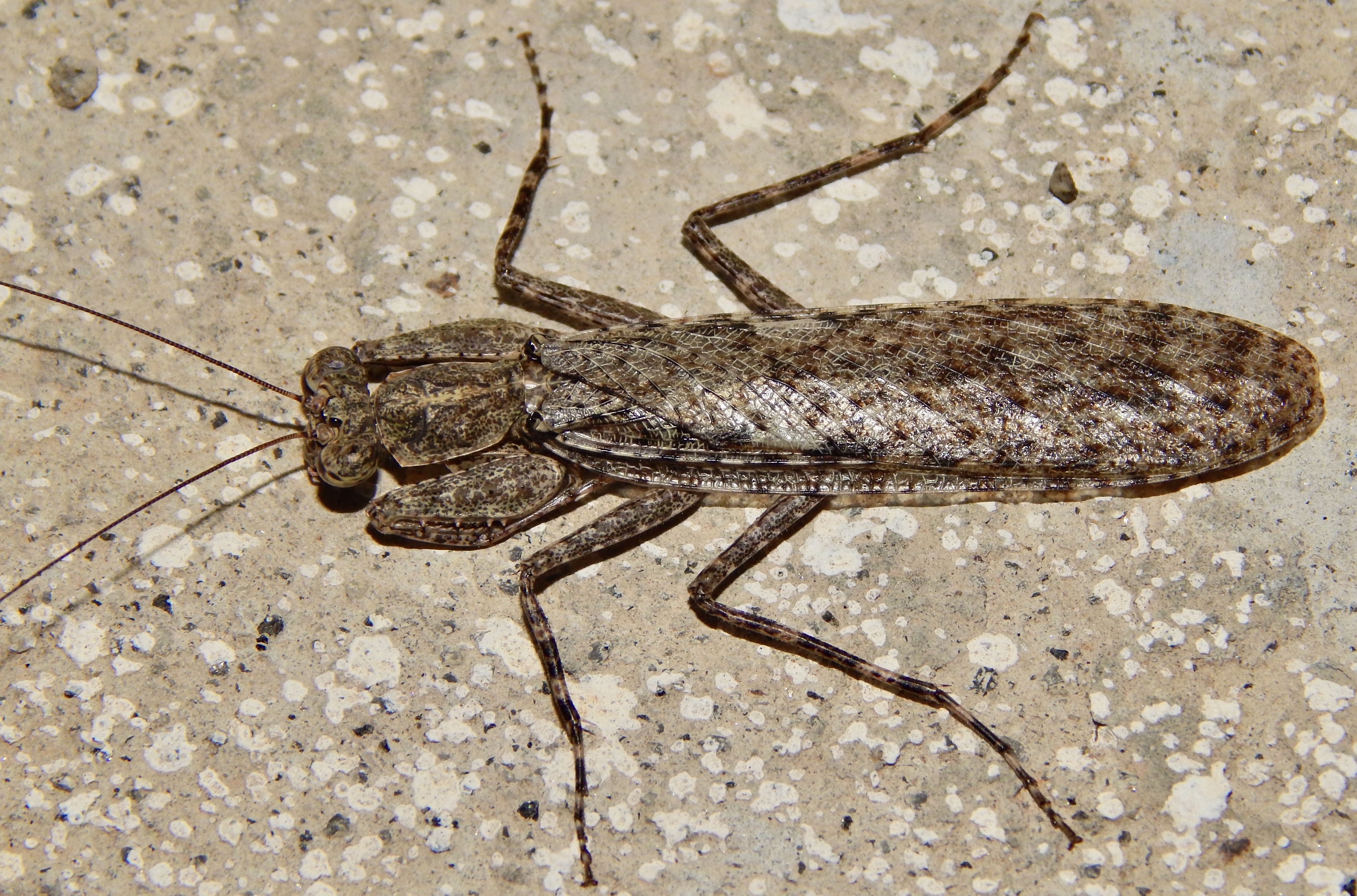
Humbertiella ceylonica, Індія
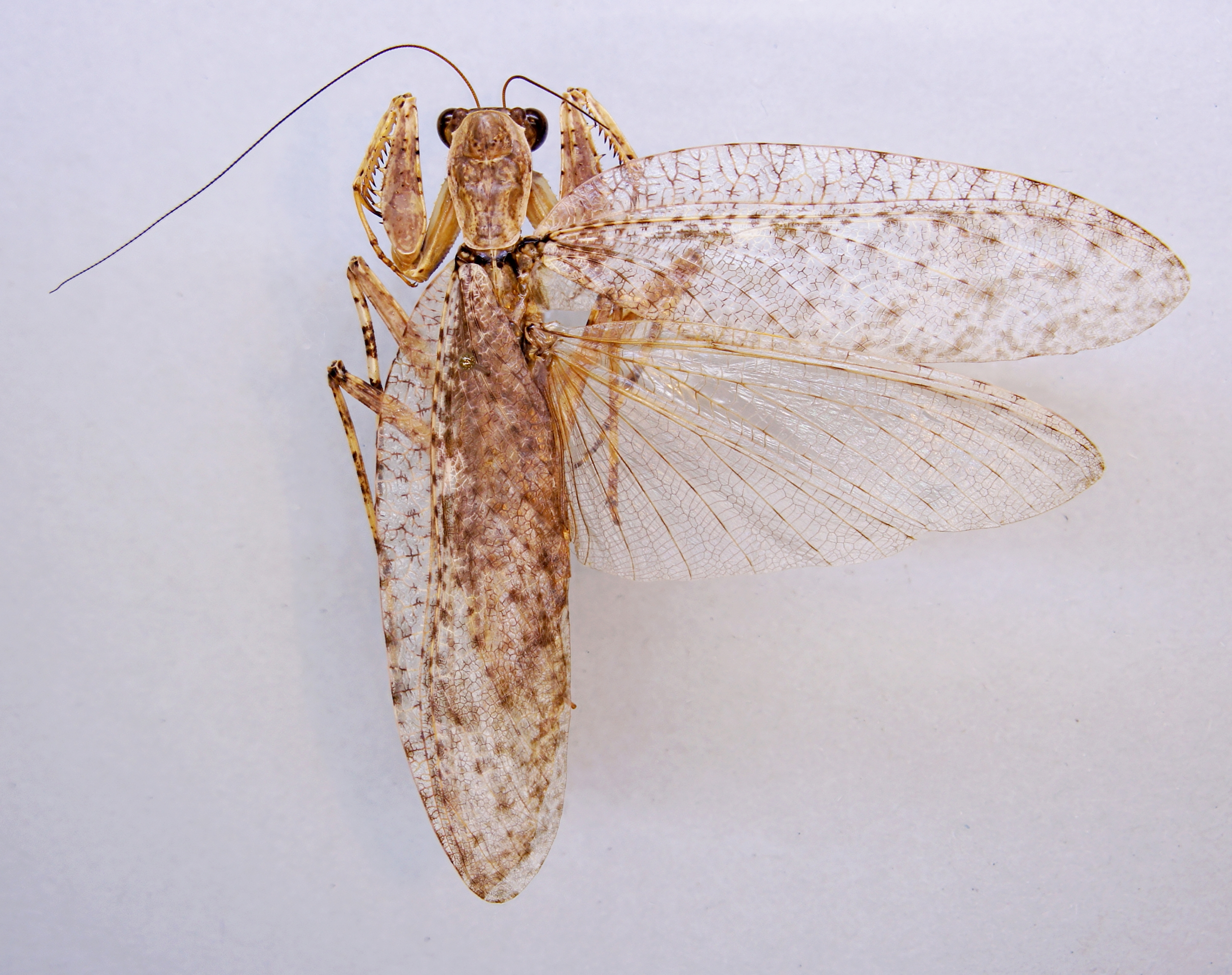
Theopompa borneana, Малайзія
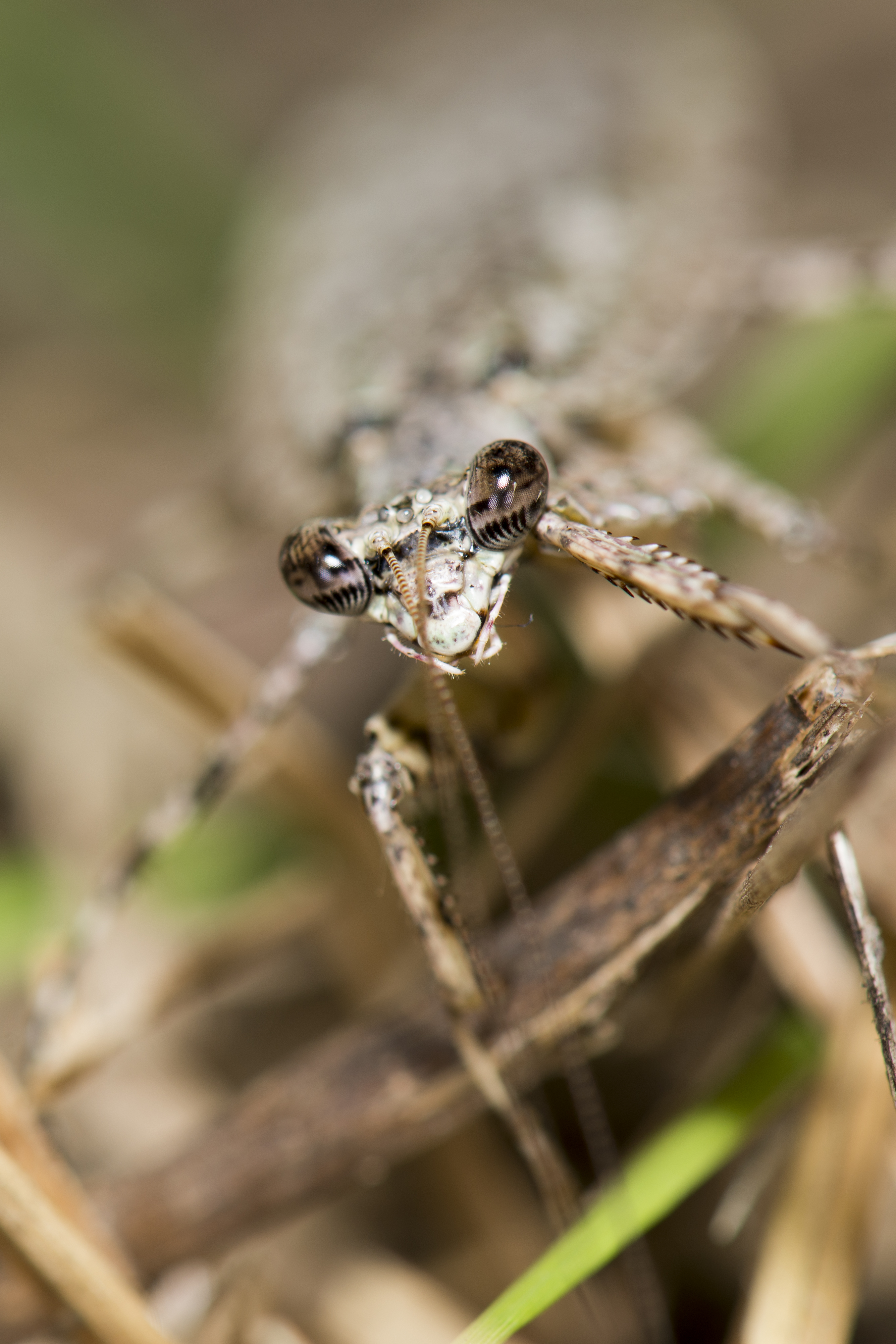
Theopompa ophthalmica, Тайвань
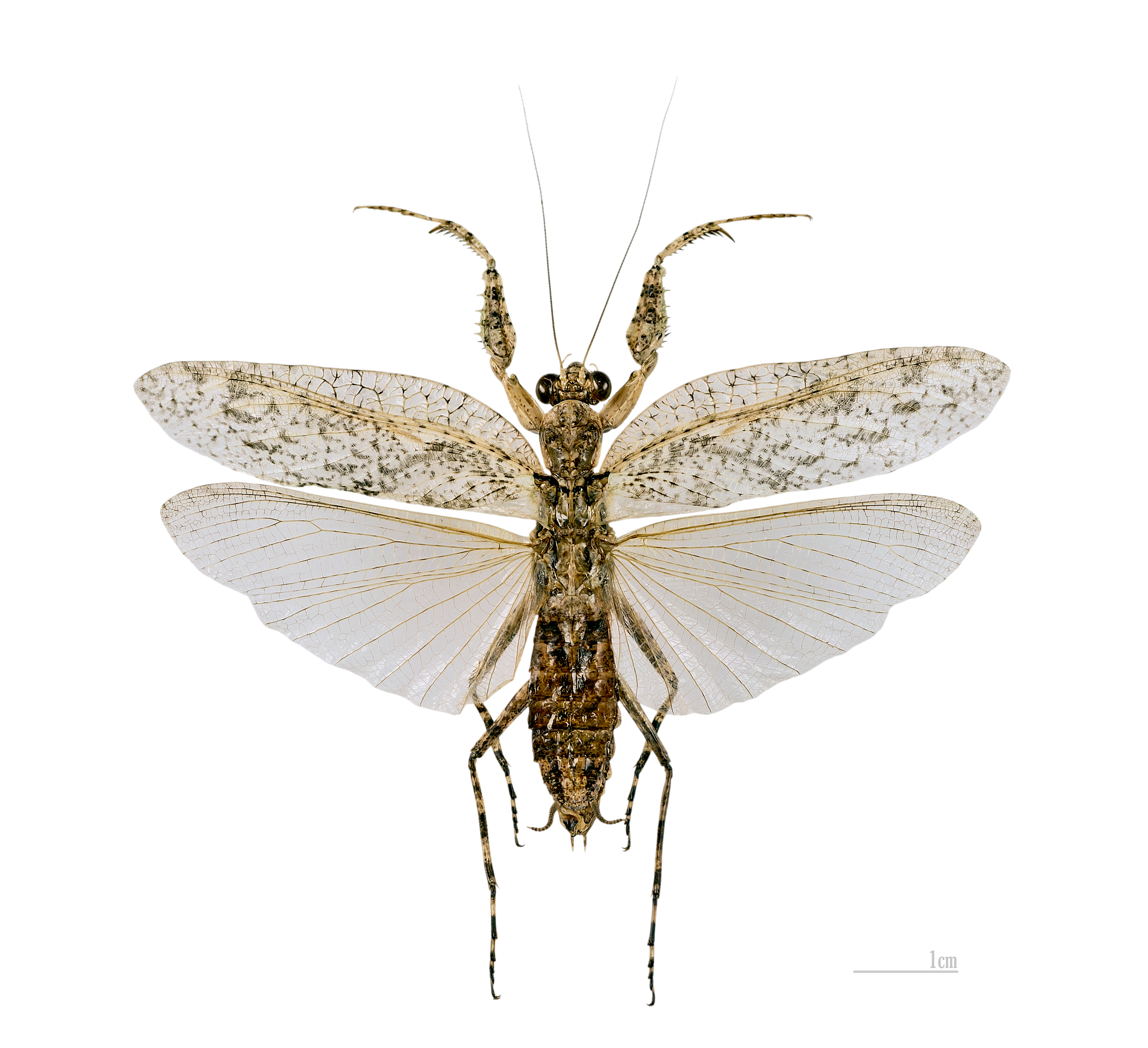
Theopompa servillei, Ява